# Ivetofta distrikt
Ivetofta distrikt är ett distrikt i Bromölla kommun och Skåne län. 
Distriktet ligger i och omkring Bromölla. 

## Tidigare administrativ tillhörighet
Distriktet inrättades 2016 och utgörs av en del av området som Bromölla köping omfattade till 1971, delen som före 1967 utgjorde köpingen samt Ivetofta socken.
Området motsvarar den omfattning Ivetofta församling hade vid årsskiftet 1999/2000.